# Sistemas británicos de designación de aeronaves militares

## Prefijos de misión
| Prefijo | Descripción                                                                      | Ejemplo            |
| ------- | -------------------------------------------------------------------------------- | ------------------ |
| A       | Airborne (transporte de paracaidistas)                                           | Halifax A.VII      |
| AOP     | Air Observation Post (puesto de observación aéreo)                               | Auster AOP.9       |
| AEW     | Airborne Early Warning (alerta temprana aerotransportada)                        | Sentry AEW.1       |
| AH      | Army helicopter (helicóptero del ejército)                                       | Lynx AH.7          |
| AL      | Army liaison (enlace del ejército)                                               | Islander AL.1      |
| AS      | Anti-submarine (antisubmarino)                                                   | Gannet AS.1        |
| ASR     | Air-sea rescue (rescate aire-mar)                                                | Sea Otter ASR.II   |
| ASaC    | Airborne Surveillance and Control (vigilancia y control aerotransportado)        | Sea King ASaC.7    |
| B       | Bomber (bombardero)                                                              | Vulcan B.2         |
| B(I)    | Bomber interdictor (bombardero interdictor)                                      | Canberra B(I).8    |
| B(K)    | Bomber/tanker (bombardero/cisterna)                                              | Valiant B(K).1     |
| B(PR)   | Bomber/Photo Reconnaissance (bombardero/fotorreconocimiento)                     | Valiant B(PR).1    |
| C       | Transport (transporte)                                                           | Hercules C.4       |
| CC      | Communications (comunicaciones)                                                  | BAe 125 CC.3       |
| COD     | Carrier On-board Delivery (entrega aérea)                                        | Gannet COD.4       |
| D       | Drone (avión no tripulado)                                                       | Shelduck D.1       |
| E       | Electronic warfare (guerra electrónica)                                          | Canberra E.15      |
| ECM     | Electronic Counter-Measures (contramedidas electrónicas)                         | Avenger ECM.6      |
| F       | Fighter (caza)                                                                   | Typhoon F.2        |
| FA      | Fighter / Attack (caza / ataque)                                                 | Sea Harrier FA.2   |
| FAW     | Fighter, All-Weather (caza, todo tiempo)                                         | Javelin FAW.9      |
| FB      | Fighter-Bomber (cazabombardero)                                                  | Sea Fury FB.11     |
| FG      | Fighter/Ground attack (caza / ataque a tierra)                                   | Phantom FG.1       |
| FGA     | Fighter/Ground Attack (caza / ataque a tierra) -sustituido por FG-               | Hunter FGA.9       |
| FGR     | Fighter/Ground attack/Reconnaissance (caza / ataque a tierra / reconocimiento)   | Phantom FGR.2      |
| FR      | Fighter/Reconnaissance (caza / reconocimiento)                                   | Hunter FR.10       |
| FRS     | Fighter/Reconnaissance/Strike (caza / reconocimiento / ataque)                   | Sea Harrier FRS.1  |
| GA      | Ground Attack (ataque a tierra)                                                  | Hunter GA.11       |
| GR      | General Reconnaissance (reconocimiento general) -reemplazado por MR-             | Lancaster GR.III   |
| GR      | Ground attack/Reconnaissance (ataque a tierra / reconocimiento)                  | Harrier GR.9       |
| HAR     | Helicopter, Air Rescue (helicóptero, rescate aéreo)                              | Sea King HAR.3     |
| HAS     | Helicopter, Anti-Submarine (helicóptero, antisubmarino)                          | Sea King HAS.2     |
| HC      | Helicopter, Cargo (helicóptero, carga)                                           | Chinook HC.2       |
| HCC     | Helicopter, Communications (helicóptero, comunicaciones)                         | Squirrel HCC.1     |
| HF      | High-altitude fighter (caza de gran altitud)                                     | Spitfire HF.VII    |
| HM      | Helicopter, maritime (helicóptero, marítimo)                                     | Merlin HM.1        |
| HMA     | Helicopter, maritime attack (helicóptero, ataque marítimo)                       | Lynx HMA.8         |
| HR      | Helicopter, Rescue (helicóptero, rescate)                                        | Dragonfly HR.5     |
| HT      | Helicopter, Training (helicóptero, entrenamiento)                                | Griffin HT.1       |
| HU      | Helicopter, Utility (helicóptero, utilitario)                                    | Sea King HU.4      |
| K       | Tanker (cisterna)                                                                | VC10 K.4           |
| KC      | Tanker / Cargo (cisterna / carga)                                                | TriStar KC.1       |
| L       | Low-altitude fighter (caza de baja altitud)                                      | Seafire L.III      |
| LF      | Low-altitude fighter (caza de baja altitud)                                      | Spitfire LF.XVI    |
| Met     | Meteorological reconnaissance (reconocimiento meteorológico) -reemplazado por W- | Hastings Met.1     |
| MR      | Maritime Reconnaissance (reconocimiento marítimo)                                | Nimrod MR.2        |
| MRA     | Maritime Reconnaissance and Attack (reconocimiento y ataque marítimo)            | Nimrod MRA.4       |
| NF      | Night Fighter (caza nocturno)                                                    | Venom NF.2         |
| PR      | Photographic Reconnaissance (reconocimiento fotográfico)                         | Canberra PR.9      |
| R       | Reconnaissance (reconocimiento)                                                  | Sentinel R.1       |
| S       | Strike (ataque)                                                                  | Buccaneer S.2      |
| SR      | Strategic Reconnaissance (reconocimiento estratégico)                            | Victor SR.2        |
| T       | Training (entrenamiento)                                                         | Hawk T.1           |
| TF      | Torpedo Fighter (caza torpedero)                                                 | Beaufighter TF.X   |
| TR      | Torpedo / Reconnaissance (torpedero / reconocimiento)                            | Sea Mosquito TR.33 |
| TT      | Target Tug (blanco remolcado)                                                    | Canberra TT.18     |
| TX      | Training glider (planeador de entrenamiento)                                     | Cadet TX.3         |
| U       | Unmaned aircraft (avión no tripulado) -reemplazado por D-                        | Meteor U.3         |
| W       | Weather research (investigación meteorológica)                                   | Hercules W.2       |

- Datos: Q853571